# Amblypharyngodon
Amblypharyngodon és un gènere de peixos de la família dels ciprínids i de l'ordre dels cipriniformes.

## Taxonomia
- Amblypharyngodon atkinsonii  (Blyth, 1860)[2][3]
- Amblypharyngodon chulabhornae (Vidthayanon & Kottelat, 1990)[4]
- Amblypharyngodon melettinus (Valenciennes, 1844)[5]
- Amblypharyngodon microlepis (Bleeker, 1853)[6]
- Amblypharyngodon mola (Hamilton, 1822)[7][8][9][10][11][12][13]